# Sahit Prizreni
Sahit Prizreni (* 23. Februar 1983 in Kukës, Albanien) war ein albanisch-australischer Ringer und ist ein albanischer Sportfunktionär.

## Werdegang
Sahit Prizreni begann als Jugendlicher 1992 mit dem Ringen. Er wurde dazu Mitglied des SK Tirana. Er wurde von Sylejman Shala trainiert und startete nur im freien Stil. Bei einer Größe von 1,67 Metern startete er dabei im Federgewicht, der Gewichtsklasse bis 60 kg Körpergewicht. In den Jahren 2005 bis 2007 hielt sich Sahit Prizreni in den Vereinigten Staaten auf und war dort Mitglied des New York Athletic Clubs (NYAC). Im Jahre 2008 war er Fahnenträger der albanischen Mannschaft bei den Olympischen Spielen in Peking. Ab der Saison 2009/10 trat er für den SV Germania Weingarten in der deutschen Bundesliga.
Die internationale Karriere von Sahit Prizreni begann im Jahre 1999 mit der Teilnahme an den Junioren-Weltmeisterschaften (Cadets) in Łódź. In der Gewichtsklasse bis 50 kg Körpergewicht vermochte er sich dort aber nur auf dem 16. Rang zu platzieren. Wesentlich besser lief es für ihn schon bei der Junioren-Europameisterschaft (Cadets) 2000 in Bratislava, wo er im Bantamgewicht auf den 4. Platz kam. Der erste Medaillengewinn bei einer internationalen Meisterschaft gelang ihm dann bei der Junioren-Europameisterschaft (Juniors) 2002 in Tirana. Er belegte dort hinter Mawlet Batirow aus Russland und Bessarion Gotschaschwili aus Georgien den 3. Platz.
Im Jahre 2003 startete er bei der Weltmeisterschaft in New York im Federgewicht. Er siegte dort über Gergő Wöller aus Ungarn und verlor gegen Arif Abdullayev aus Aserbaidschan, womit er dem damaligen Reglement entsprechend, ausschied und nur den 23. Platz belegte. 2004 qualifizierte er sich für die Teilnahme an den Olympischen Spielen in Athen. Auch in Athen war ihm das Ringerglück nicht sonderlich hold, denn er verlor dort gegen Bezik Aslanasvili aus Griechenland und Massoud Moustafa Jokar aus dem Iran und landete auf dem 17. Platz.
Sahit Prizreni nahm dann erst nach seinem USA-Aufenthalt im Jahre 2007 wieder an einer internationalen Meisterschaft teil. Er startete bei der Weltmeisterschaft dieses Jahres in Baku und zeigte sich stark verbessert. Er kam dort zu Siegen über Mike Zadick aus den Vereinigten Staaten, Armen Karapetjan aus Armenien und Murad Ramasanow aus Mazedonien. Im Halbfinale unterlag er gegen Anatoli Guidea aus Bulgarien, blieb aber im Kampf um die Bronzemedaille gegen He Qin aus China siegreich.
Bei der Europameisterschaft 2008 in Tampere siegte er im Federgewicht über Aleksandrs Truskins aus Lettland, verlor aber dann erneut gegen Anatoli Guidea und erreichte den 9. Platz. Durch seinen Medaillengewinn bei der Weltmeisterschaft 2007 war Sahit Prizreni automatisch für die Teilnahme an den Olympischen Spielen in Peking qualifiziert. In Peking schied er aber schon in der ersten Runde mit einer Niederlage gegen Basar Basargurujew aus Kirgisistan aus, weil dieser im weiteren Verlauf des Turnieres nicht den Endkampf erreichte. Er landete schließlich auf dem 16. Platz.
Im Jahre 2009 startete Sahit Prizreni nur bei den Mittelmeer-Spielen in Pescara und belegte dort im Leichtgewicht den 5. Platz. 2010 nahm er an der Weltmeisterschaft in Moskau teil. Er kam dort zu einem Sieg über den Inger Yogeshwar Dutt, unterlag aber in seinem nächsten Kampf dem Kubaner Alejandro Valdes Tobier, womit er ausschied und nur den 18. Platz belegte.
2011 kämpfte er sich bei der Europameisterschaft in Dortmund im Federgewicht mit Siegen über Vincenzo Rizziotto, Italien, Manfred Ewald, Deutschland und Wasil Fedorischin aus der Ukraine in das Finale vor. In diesem unterlag er allerdings gegen Opan Sat aus Russland ziemlich klar nach Punkten (0:2 Runden, 1:7 Punkte). Er gewann damit eine EM-Silbermedaille. Bei der Weltmeisterschaft dieses Jahres in Istanbul unterlag er bereits in der 1. Runde gegen Andrei Perpeliță aus Moldawien knapp nach Punkten (1:2 Runden, 4:5 Punkte). Da Perpeliță das Finale nicht erreichte, war damit für ihn die Weltmeisterschaft bereits beendet und er landete auf dem 28. Platz.
Zwischenzeitlich Australier geworden, vertrat er an den Olympischen Spielen 2016 in Rio de Janeiro seine neue Heimat. Er schied im Freistil Leichtgewicht aber bereits in der ersten Runde aus.

## Funktionär
Sahit Prizrreni wurde 2020 Präsident des Albanischen Ringer-Verbands. In dieser Funktion verfolgte er die gleiche Strategie, die er selber als Sportler angewandt hatte: Es gelang ihm, namhafte russische Athleten, die wegen des Ukraine-Kriegs nicht an internationalen Wettkämpfen antreten durften, anzuwerben. Zelimkhan Abakarov, Islam Dudaev und Chermen Valiev errangen für Albanien Medaillen an diversen Wettkämpfen, so Dudaev die erste Goldmedaille an den Ringer-Europameisterschaften 2024 und Valiev die erste albanische Olympiamedaille in Paris 2024.

## Internationale Erfolge
| Jahr | Platz | Wettbewerb                                   | Gewichtsklasse | |
| 1999 | 16.   | Junioren-WM (Cadets) in Łódź                 | bis 50 kg KG   | Sieger: Sushil Kumar, Indien vor Batras Tidijew, Russland |
| 2000 | 4.    | Junioren-EM (Juniors) in Bratislava          | Fliegen        | hinter Wjatscheslaw Tschernow, Russland, Bessarion Gotschaschwili, Georgien und Juri Golub, Ukraine                                                                  |
| 2001 | 5.    | Mittelmeer-Spiele in Tunis                   | Bantam         | hinter Tevfik Odabaşı, Türkei, Themistoklis Iakovidis, Griechenland, Ali Mohamed Hassan Abu Taleb, Ägypten und Mohamed Amine Benhammadi, Algerien                    |
| 2002 | 3.    | Junioren-EM (Juniors) in Tirana              | Fliegen        | hinter Mawlet Batirow, Russland und Bessarion Gotschaschwili, vor Florin Buga, Rumänien und Thomas Sedlmeier, Deutschland                                            |
| 2003 | 23.   | WM in New York                               | Feder          | mit einem Sieg über Gergő Wöller, Ungarn und einer Niederlage gegen Arif Abdullayev, Aserbaidschan                                                                   |
| 2004 | 10.   | Olympia-Qualif.-Turnier in Bratislava        | Feder          | Sieger: Kamal Ustarchanow, Russland vor Anatoli Guidea, Bulgarien und Wassyl Fedoryschyn, Ukraine                                                                    |
| 2004 | 8.    | Olympia-Qualif.-Turnier in Sofia             | Feder          | Sieger: Kenji Inoue, Japan vor Ibrahim Abdulrahman, Katar und Gergő Wöller                                                                                           |
| 2004 | 17.   | OS in Athen                                  | Feder          | nach Niederlagen gegen Bezik Aslanasvili, Griechenland und Massoud Moustafa Jokar, Iran                                                                              |
| 2005 | 4.    | Sunkist-Kids-Intern.-Open in Tempe (Arizona) | Feder          | hinter Saeed Azarbayjani, Kanada, Travis Lee, USA und Shinya Odate, Japan                                                                                            |
| 2005 | 1.    | „Dave-Schultz“-Memorial in Colorado Springs  | Feder          | vor Michael Lightner und Zach Roberson, bde. USA und Yogeshwar Dutt, Indien                                                                                          |
| 2006 | 3.    | Sunkist-Kids-Intern.-Open in Tempe (Arizona) | Feder          | hinter Chris Fleeger und Zach Roberson, bde. USA, vor Shawn Bunch, USA und Sengedordschiin Süchbaatar, Mongolei                                                      |
| 2007 | 2.    | „Dave-Schultz“-Memorial in Colorado Springs  | Feder          | hinter Travis Lee, vor Kendall Cross und Angel Cejudo, alle USA |
| 2007 | 3.    | WM in Baku                                   | Feder          | mit Siegen über Mike Zadick, USA, Armen Karapetjan, Armenien und Murad Ramasanow, Mazedonien, einer Niederlage gegen Anatoli Guidea und einem Sie über He Qin, China |
| 2008 | 9.    | EM in Tampere                                | Feder          | mit einem Sieg über Aleksandrs Truskins, Lettland und einer Niederlage gegen Anatoli Guidea                                                                          |
| 2008 | 16.   | OS in Peking                                 | Feder          | nach einer Niederlage gegen Basar Basargurujew, Kirgisistan |
| 2009 | 5.    | Mittelmeer-Spiele in Pescara                 | Leicht         | hinter Ilcham Muhammed, Türkei, Mazen Kadmani, Syrien, Mohamed Ali Belayech, Tunesien und Anastasios Akritidis, Griechenland                                         |
| 2010 | 18.   | WM in Moskau                                 | Feder          | nach einem Sieg über Yogeshwar Dutt, Indien und einer Niederlage gegen Alejandro Valdes Tobier, Kuba                                                                 |
| 2011 | 2.    | EM in Dortmund                               | Feder          | nach Siegen über Vincenzo Rizzotto, Italien, Marcel Ewald, Deutschland und Wasil Fedorischin, Ukraine und einer Niederlage gegen Opan Sat, Russland                  |
| 2011 | 16.   | Turnier in Sassari                           | Leicht         | Sieger: Gheorghe Bucur, Rumänien vor Didier Païs, Frankreich |
| 2011 | 28.   | WM in Istanbul                               | Feder          | nach einer Niederlage gegen Andrei Perpeliță, Moldawien |
| 2016 | 19.   | OS in Rio de Janeiro                         | Leicht         | für Australien: Niederlage in der ersten Runde gegen Yeerlanbieke Katai, China                                                                                       |

## Erläuterungen
- alle Wettbewerbe im freien Stil
- OS = Olympische Spiele, WM = Weltmeisterschaft, EM = Europameisterschaft
- Fliegengewicht, bis 2002 bis 54 kg, Bantamgewicht, bis 2002 bis 58 kg, Federgewicht, seit 2003 bis 60 kg und Leichtgewicht, seit 2003 bis 66 kg Körpergewicht